# Beukentaailing
De beukentaailing (Marasmius wynneae) is een schimmel die behoort tot de familie Marasmiaceae. Hij komt voor op dood blad of napjes van beuken in loofbossen en gemengde bossen op klei of kalkrijke löss en kalkrijk humusrijk zand. Hij komt met name voor bij Fagus.

## Kenmerken

### Uiterlijke kenmerken
Hoed
De hoed is 2 tot 4 (-7) cm breed. De vorm is halfbolvormig als hij jong is, snel afgeplat en later gewelfd tot uitgespreid met een verlaagd centrum. Het doffe, matte en vaak gerimpelde oppervlak is kaal, hygrofaan. De hoedrand is golvend en gekerfd. De hoedkleur is zeer variabel, maar heeft meestal een licht paarse tint. Anders kan de hoed bijna witachtig tot bleekbruin zijn (hoorngrijs, violetgrijs, grijsbruinachtig). Bij het drogen vervagen de kleuren sterk.
Lamellen
De lamellen zijn bochtig aangehecht en beige tot grijsbruin of grauwviolet van kleur. Ze zijn witachtig tot gebroken wit of grijspaars van kleur. De lamelranden zijn glad of gekarteld.
Steel
De cilindrische tot platte, soms gedraaide steel is 3 tot 7 cm lang en 0,2 tot 0,8 cm breed. De steel is stijf, elastisch en hol en heeft over de hele lengte schilfers. De steel is crèmekleurig in het bovenste gedeelte en wordt naar de onderkant steeds roodbruiner. Fijn mycelium hecht zich meestal aan de basis van de steel, die vaak grote gebieden onder het bladafval kan bedekken als een dicht vilt.
Geur en smaak
Het dunne vruchtvlees (trama) is wit in de hoed en ruikt en smaakt onaangenaam. Onder bepaalde omstandigheden kan een lichte geur van bittere amandelen of hooi worden waargenomen.
Sporenprint
De sporenprint is wit en vertoont geen kleurreactie (inamyloïde) wanneer een jodiumreagens wordt toegevoegd.

### Microscopische kenmerken
De elliptische, gladde sporen zijn 5 tot 8 µm lang en 3 tot 4 µm breed. Ze zijn doorschijnend (hyaliene) en bevatten vaak druppels. De celdraden van de hoedhuid (epicuti hyfen) bestaan uit ronde en gladde elementen (sferocysten).

## Verspreiding
De beukentaailing is wijdverbreid van augustus tot januari in Europa. Hij is ook gemeld uit Algerije, Marokko en Texas, maar niet uit andere regio's. Hij komt veel voor in West-Europa, vooral onder beuken.
De beukentaailing komt in Nederland vrij zeldzaam voor. Hij staat op de rode lijst in de categorie 'Kwetsbaar'.

## Waterstofcyanidegas
De beukentaailing behoort tot een groep schimmels die sporen van waterstofcyanidegas uitscheiden. De vrijgekomen hoeveelheid is volkomen ongevaarlijk voor de mens, maar met name slakken zijn er behoorlijk gevoelig voor. Experimenten hebben aangetoond dat slakken die samen met deze schimmels opgesloten zijn in een gesloten grotere doos na enkele uren doodgaan.

## Foto's

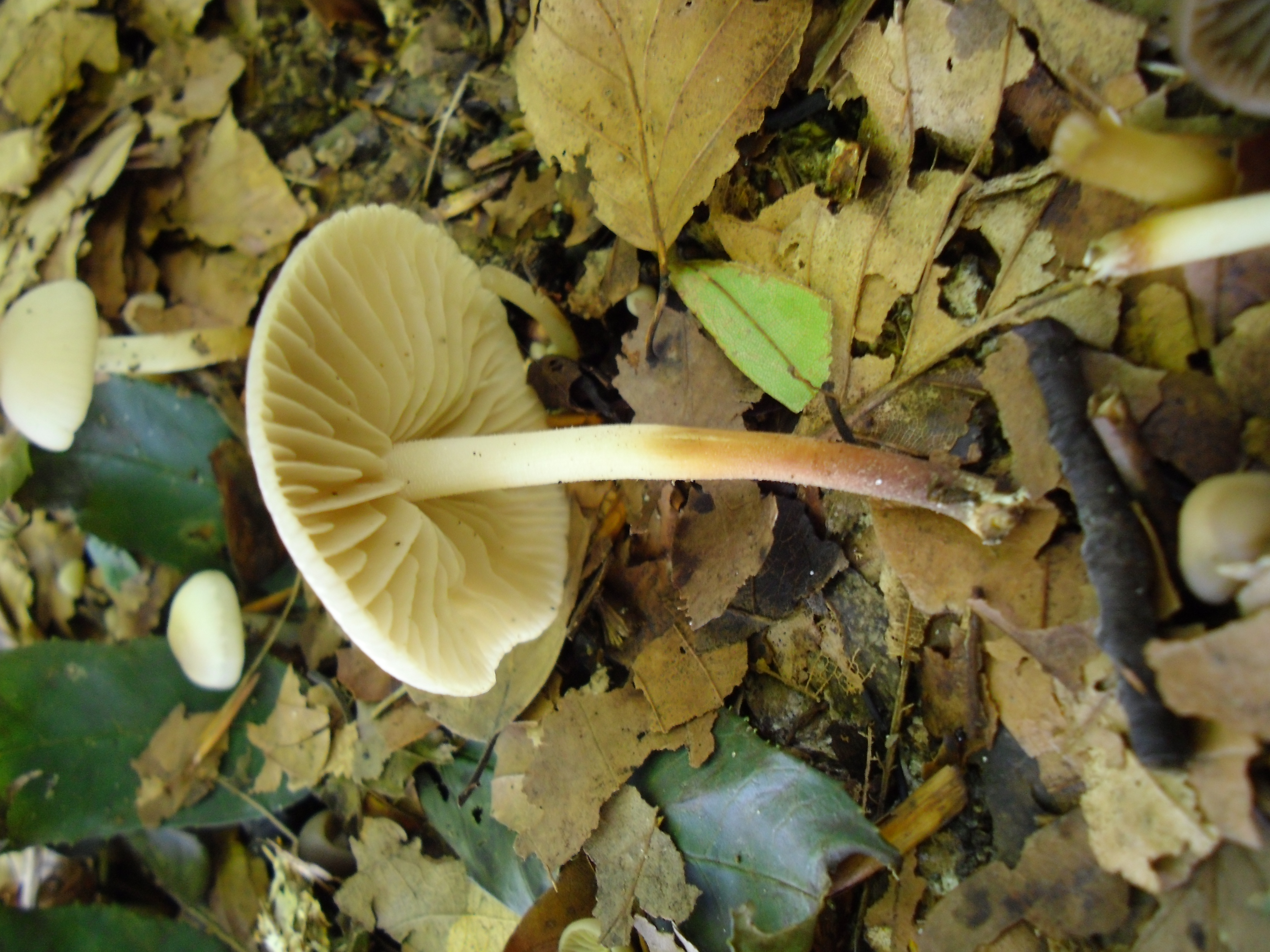
Lamellen
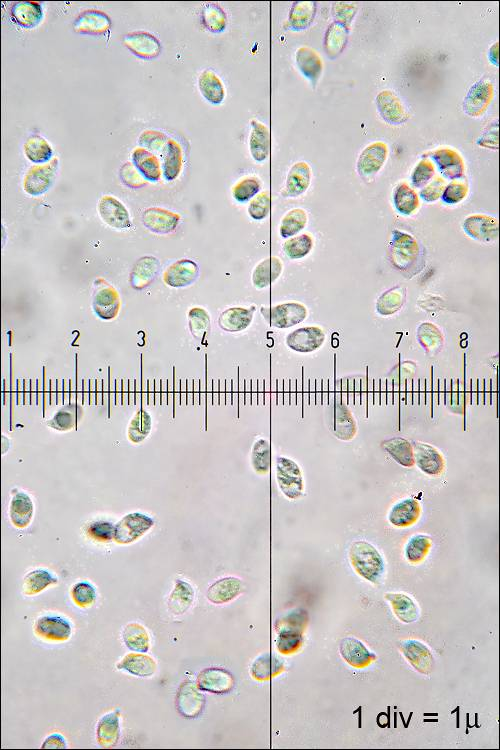
Sporen